# 尾花澤市
尾花澤市（日语：／ Obanazawa shi */?）是位於日本山形縣東北部的市，也是縣內人口數最少的市。轄區坐落在尾花澤盆地内，最上川則流經西北端並往北流。由於尾花澤市冬季的降雪量相當大，因此與岐阜縣高山市和舊新潟縣高田市（現上越市南部）並稱為「日本三大豪雪地區」。市內的銀山溫泉與德良湖等為當地著名的旅遊景點。而當地在向外通勤與就學上較依賴南邊的村山市與東根市等地。

## 地理

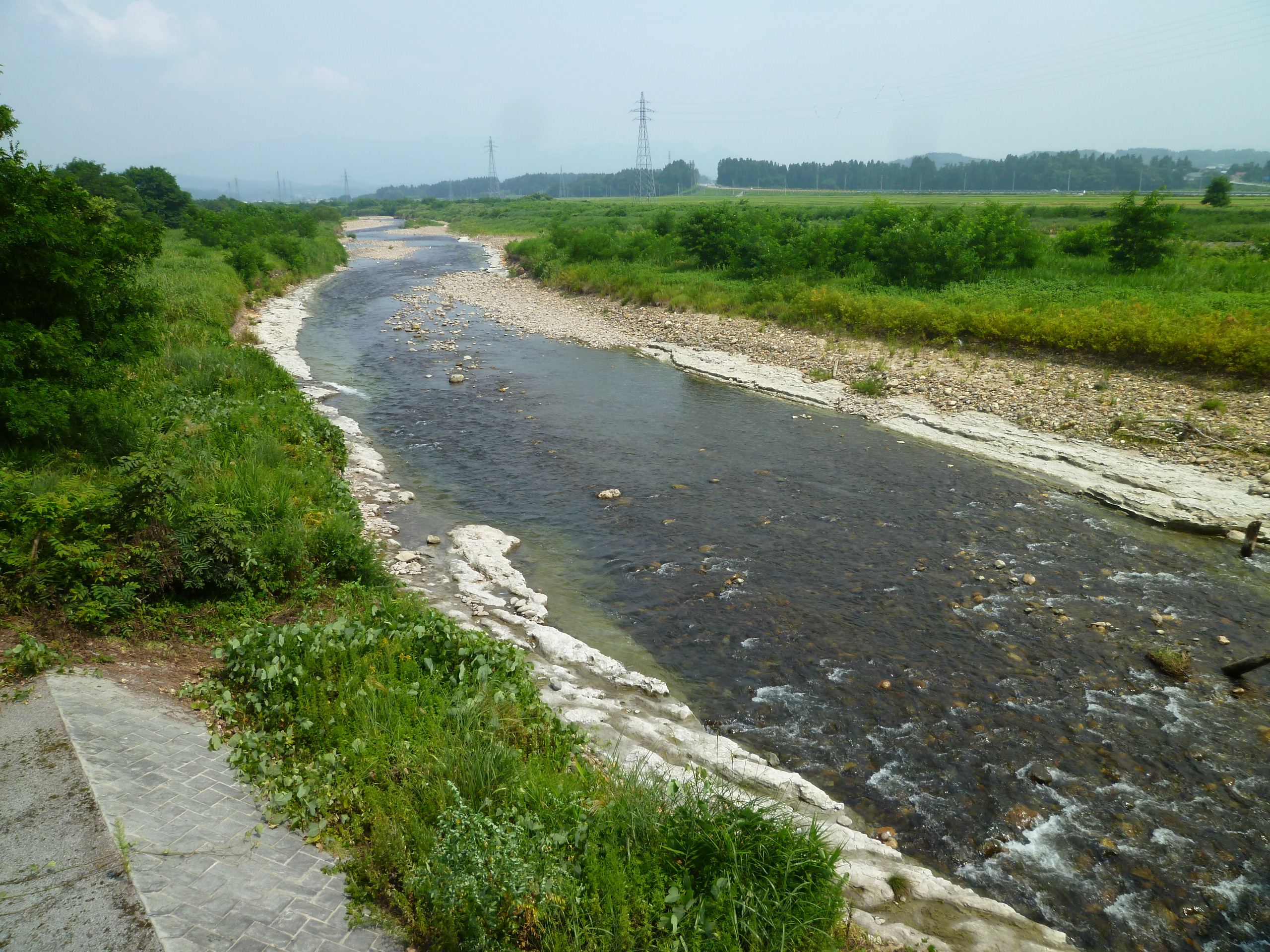
丹生川 (山形縣)

尾花澤市境內約71.3%的面積被森林覆蓋，14.4%的土地為農業用地。轄區地處在被奧羽山脈和出羽山地包圍的尾花澤盆地内，其海拔為70至1500公尺不等。東南部坐落著奧羽山脈的船形山、荒神山等相連的山岳，並與宮城縣加美町接壤；南邊隔著柴倉山、甑岳等海拔超過1000公尺的山岳與村山市等行政區相連；翁峠至戶平山、猿羽根山的北部地區則與最上町等地接壤。丹生川、朧氣川與野尻川等河川流經市內，並往西注入最上川。市中心的東南方坐落著貯水池德良湖，東部則為知名的溫泉街銀山溫泉。

### 氣候

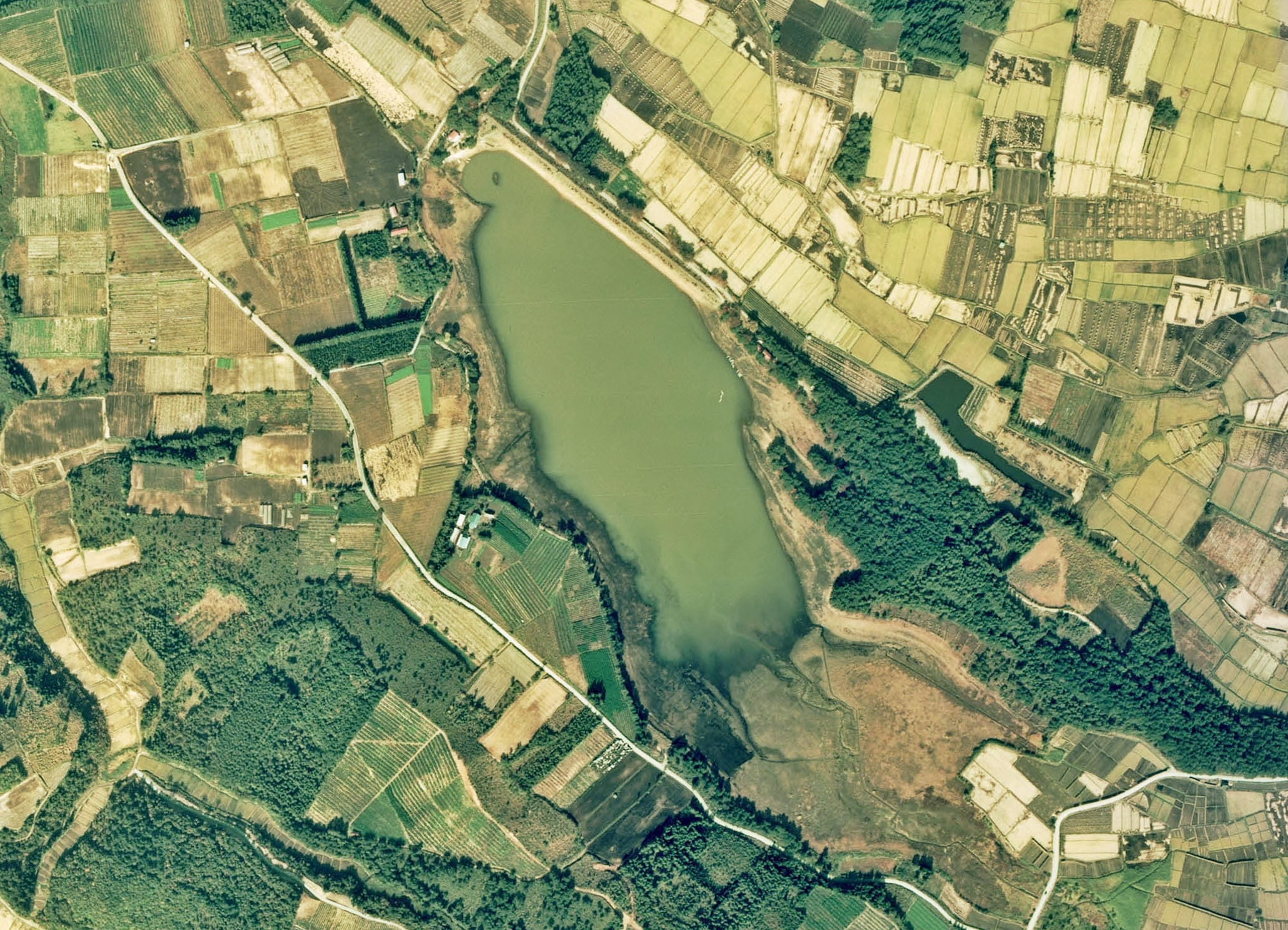
德良湖

根據統計，2022年尾花澤市的年均溫為11.3℃，年降雨量則為1890.5毫米。當地夏季的日溫差相當大，白天溫度較高且夜晚涼爽，但近年來熱帶夜的現象有持續增加的趨勢。由於尾花澤市冬季的降雪量相當大，因此與岐阜縣高山市和舊新潟縣高田市（現上越市南部）並稱為「日本三大豪雪地區」。受到強烈的西北季風吹拂與冷氣團南下的影響，平原的積雪深度有時會超過2公尺。而全市皆被指定為特別豪雪地帶。

## 歷史
尾花澤市自古時便有人類居住，市內曾發掘出197處繩紋時代的遺跡。而史料中關於尾花澤的最早記錄源自於奈良時代的天平9年 （737年）。當時陸奧出羽按察使兼鎮守府將軍大野東人率領約6000人抵達現今玉野地區的大室驛站。江戶時代初期，境內的延澤銀山開始開採銀礦，使當地作為礦業城鎮而逐漸繁榮。而延澤銀山的礦坑遺跡等則於近代被指定為日本的史跡。而同時期開採礦山的礦工也發現銀山溫泉。寬永13年（1636年），尾花澤地區成為江戶幕府的天領，並且發展成為羽州街道的宿場町與商業城鎮。元祿2年（1689年）， 詩人松尾芭蕉與河合曾良展開東北巡禮時，曾在商人鈴木清風於尾花澤的宅第和養泉寺借宿。

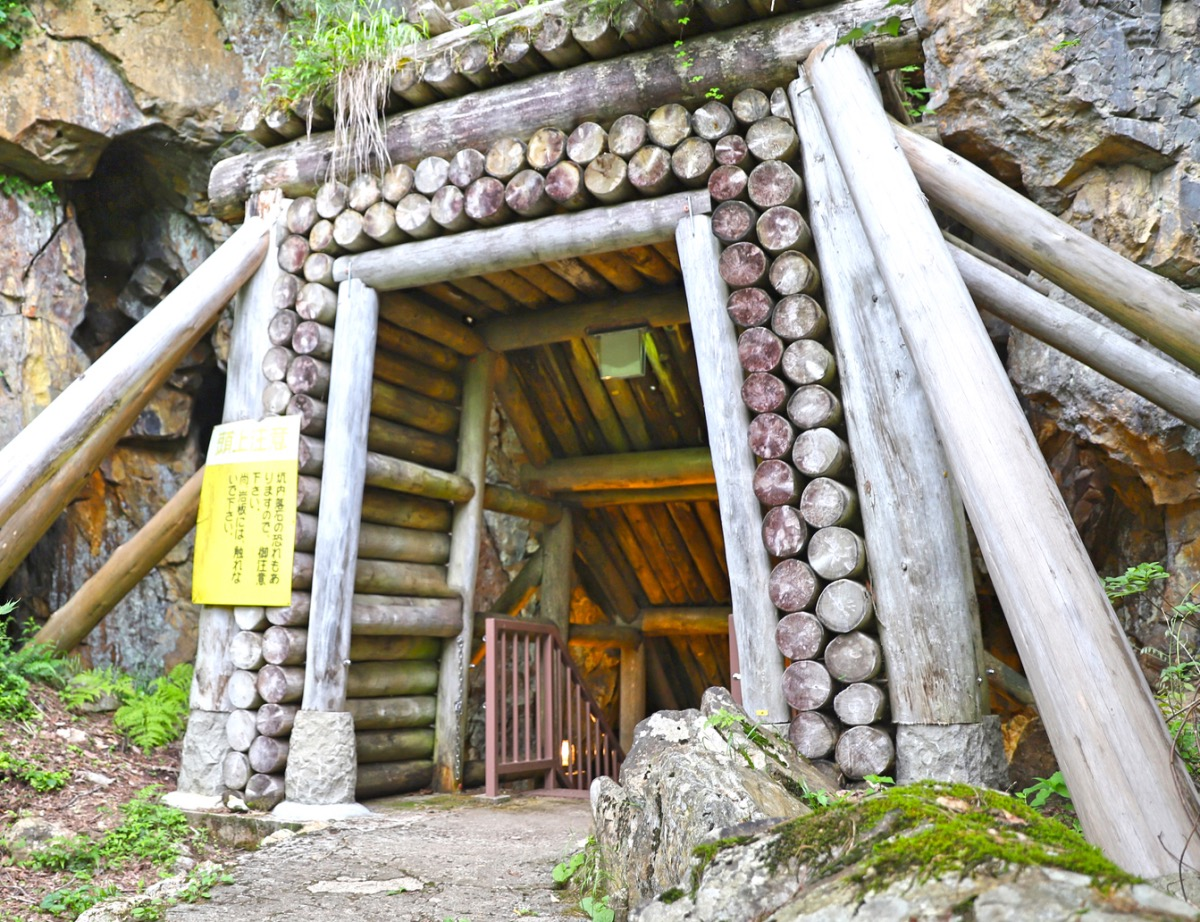
延澤銀山的入口

明治22年（1889年），日本實施町村制，並在境內設置尾花澤町、福原村、宮澤村、玉野村和常盤村。昭和29年（1954年），尾花澤町與上述4個村進行合併。昭和34年（1959年）4月，尾花澤町改制成現今的尾花澤市，為山形縣內第12個成立的市。
日本近年來發生的宮城縣沖地震和岩手宮城內陸地震等多在尾花澤市引發震度4的地震。2011年的日本東北地方太平洋近海地震則在當地引發震度5強的地震，並造成1人死亡、4人受傷、137棟住宅與15處公共設施受到損壞。

## 行政
現任市長結城裕於2022年7月在選舉中以4票之差成功當選，其任將持續至2026年8月。此次選舉的投票率約為74.9%，較上屆選舉下降1.2個百分點。

## 人口
尾花澤市的總人口數自1985年便開始逐漸下滑，至2020年的日本國勢調查時僅剩14,971人。而當地截至2025年1月為山形縣內人口數最少的市，並預估在2045年將只剩8675人。另外根據統計，2020年市內的高齡人口占比為41.6%，遠高於山形縣和日本全國的平均值。
| 尾花澤市人口分布圖 |                                                 |  |
| 尾花澤市與日本全國年齡別人口分布比較圖 （2005年資料） | 尾花澤市的年齡、男女別人口分布圖 （2005年資料） |  |
| ■紫色是尾花澤市 ■綠色是全国 | ■藍色是男性 ■紅色是女性                         |  |
| 尾花澤市人口變化 \| 1970年 \| 27,173人 \| \| \| 1975年 \| 25,377人 \| \| \| 1980年 \| 25,231人 \| \| \| 1985年 \| 24,801人 \| \| \| 1990年 \| 23,909人 \| \| \| 1995年 \| 23,127人 \| \| \| 2000年 \| 22,010人 \| \| \| 2005年 \| 20,695人 \| \| \| 2010年 \| 18,955人 \| \| \| 2015年 \| 16,953人 \| \| \| 2020年 \| 14,971人 \| \| |                                                 |  |
| 資料來源：日本總務省統計中心提供之人口普查數據 |                                                 |  |
| 1970年 | 27,173人                                        |  |
| 1975年 | 25,377人                                        |  |
| 1980年 | 25,231人                                        |  |
| 1985年 | 24,801人                                        |  |
| 1990年 | 23,909人                                        |  |
| 1995年 | 23,127人                                        |  |
| 2000年 | 22,010人                                        |  |
| 2005年 | 20,695人                                        |  |
| 2010年 | 18,955人                                        |  |
| 2015年 | 16,953人                                        |  |
| 2020年 | 14,971人                                        |  |

## 經濟
根據日本2020年的國勢調查統計，尾花澤市的就業人口中有20.8%從事第一級產業，29.5%的就業人口從事第二級產業，48.1%則從事第三級產業。當地的農業以生產西瓜、稻米與食用牛等農產品，其中尾花澤牛為當地的特產之一。尾花澤市也盛產西瓜，為日本全國主要的西瓜產地之一。而市內的工業以塑膠製品與電子產品等產業為主，其出貨額分別占全市製造品出貨總額的28.1%與20.7%。
由於尾花澤市內擁有銀山溫泉、德良湖等景點，因此吸引許多遊客前來。根據統計，2011年至2019年，當地每年約有104萬至137萬名遊客到訪。2020年受到嚴重特殊傳染性肺炎疫情的影響下滑至80.5萬人，至2022年則回升至約96萬人。

## 教育
尾花澤市內共有5所小學校、2所中學校與1所高等學校（山形縣立北村山高等學校）。根據2023年5月的統計，市內共有581小學生與313名中學生而當地預計分別在2026年與2027年的4月將市內的小中學校統合成1所小學校與1所中學校。

## 交通
國道347號以東西向穿越尾花澤市的中央地帶，國道13號則行經轄區西部。鐵路方面，JR東日本的奧羽本線通過尾花澤市的北部，並設置蘆澤站。而距離當地最近的新幹線車站是位於大石田町，屬於山形新幹線的大石田站。

## 觀光

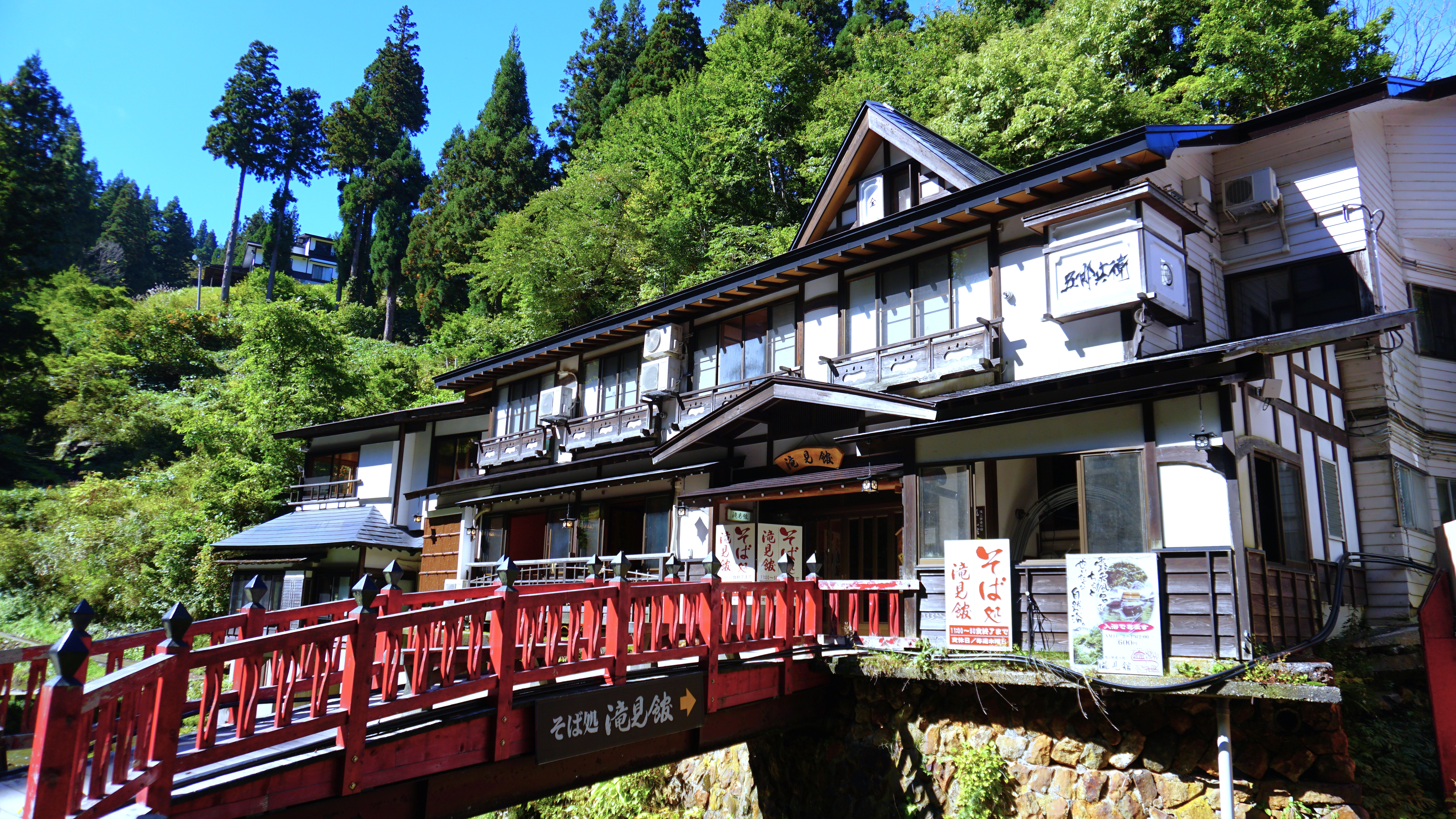
銀山溫泉的瀧見亭

位於尾花澤市的銀山溫泉是由16世紀初開採延澤銀山的礦工所發現的溫泉，並據信因此得名為「銀山」。位於銀山川兩旁的街道保留著建於大正時期的溫泉旅館，並且作為日本放送協會於1980年代播映的晨間劇「阿信」的舞台之一而聞名，使銀山溫泉逐漸發展成日本知名的觀光地之一。而該溫泉於1968年11月被指定為日本的國民保養溫泉地。位於溫泉街上的能登屋旅館與古勢起屋的本館則分別於1997年及2023年被指定為日本的登錄有形文化財。

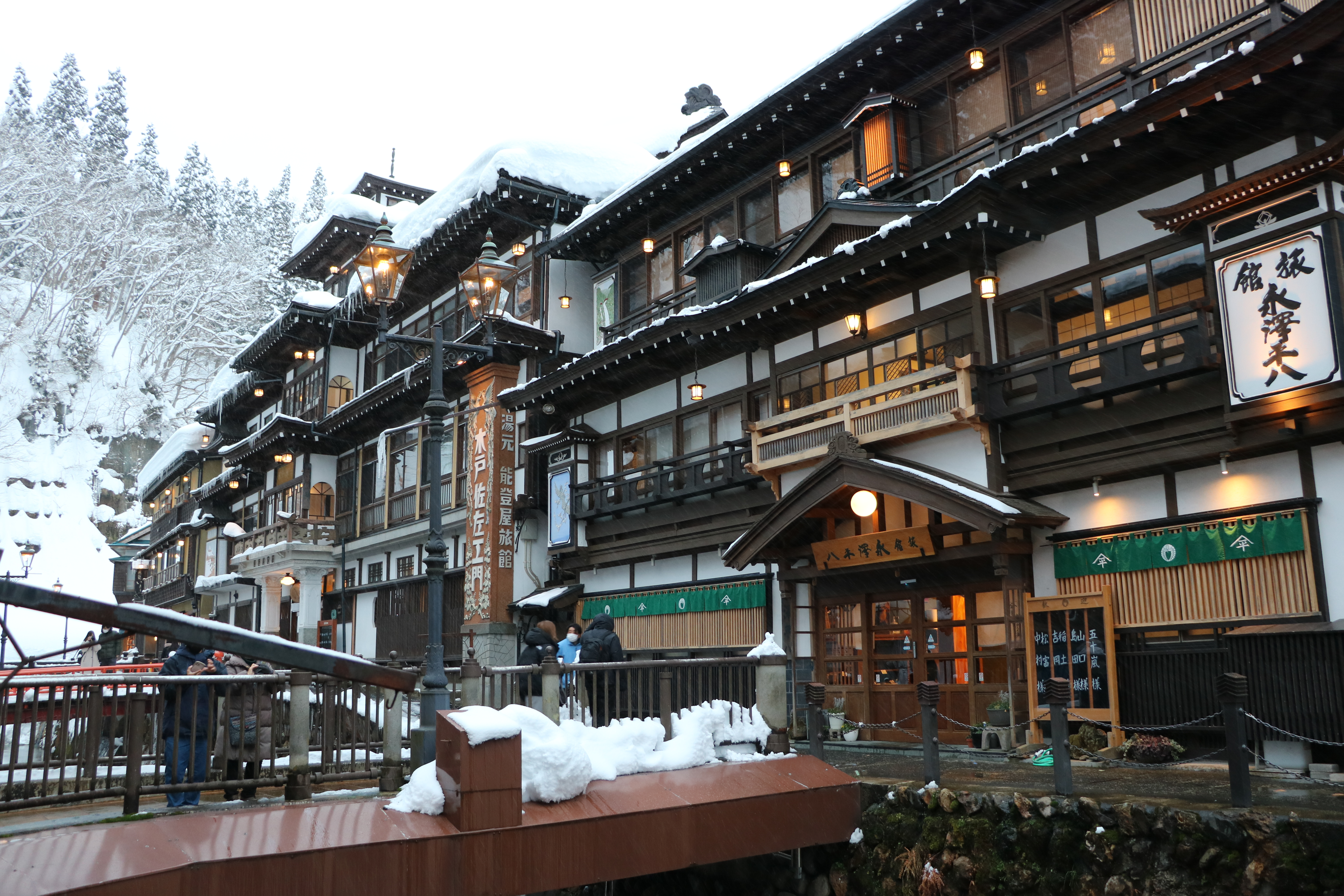
冬季的永澤平八與能登屋旅館

坐落於市中心東南方的德良湖為建於大正時代的貯水池，由當地的商人高宮常太郎於大正8年（1919年）9月發起興建工程，並於大正10年（1921年）5月完工。當時修築德良湖的工人們所歌唱的工作歌在日後發展成山形縣具代表性的舞蹈「花笠踊」。而德良湖的湖畔也是尾花澤市每年舉辦的打西瓜大會的活動場地。